# Tasmaniosaurus triassicus
Tasmaniosaurus (lagarto de Tasmania) es un género extinto de arcosaurio de la familia Proterosuchidae, que vivió en la Formación Knocklofty durante el Triásico Inferior en lo que hoy es West Hobart, Tasmania, Australia. Es el fósil más completo de un reptil del Triásico de Australia; todo el esqueleto se ha conservado. La especie tipo es T. triassicus. El género fue descrito por primera vez en 1978, pero fue nombrado por primera vez como un nomen nudum en 1974.

## Descripción

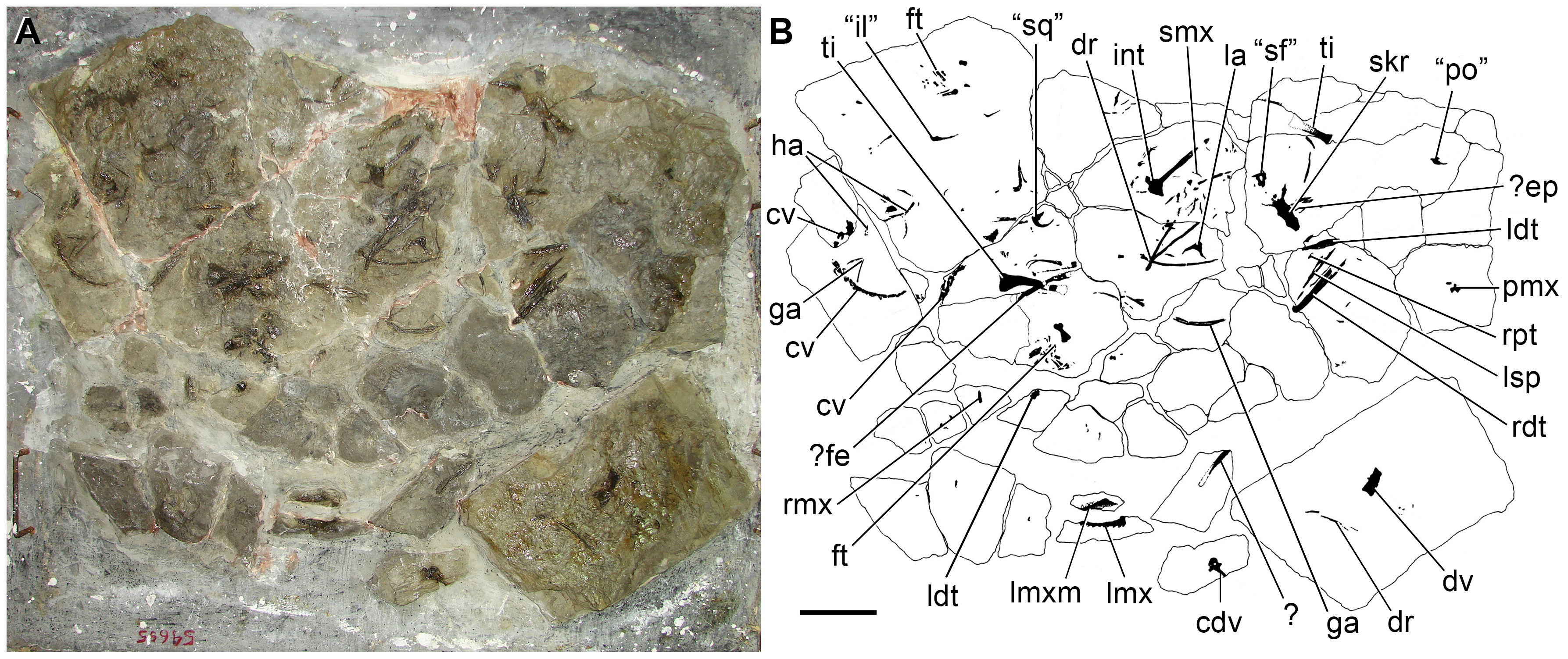
Bloques del espécimen tipo.

Tasmaniosaurus medía aproximadamente 1 metro de largo, y era similar en apariencia a la proterosúquidos como Proterosuchus de África y China, el cual puede ser su pariente más cercano. Sin embargo, es distinguido de otros proterosúquidos por la presencia de una interclavícula, que otros miembros de la misma familia habían perdido. El premaxilar es ligeramente curvado hacia abajo. Pudo haberse alimentado de laberintodontes, esto se debe a que restos de estos anfibios se han hallado cerca de Tasmaniosaurus. Se supone que muchos proterosúquidos tuvieron una vida de depredadores anfibios como los cocodrilos de hoy. Tasmaniosaurus no tenía una armadura dérmica. Tasmaniosaurus es uno de los primeros reptiles conocidos por haber vivido en Australia. Otro proterosúquido, Kalisuchus rewanensis, se ha encontrado en estratos del Triásico Inferior en Queensland, Australia.